# Lukáš Rosol
Lukáš Rosol (Brno, 24 luglio 1985) è un ex tennista ceco.

## Biografia
Nato a Brno, oggi vive a Přerov.
Al Torneo di Wimbledon 2012, al quale si presenta come numero 100 al mondo, batte in 5 set il numero 2 del mondo Rafael Nadal con il risultato di 6(9)–7 6-4 6-4 2-6 6-4, ma poi cede nettamente al tedesco Philipp Kohlschreiber al turno successivo.
Dal 2011 fa parte della squadra ceca di Coppa Davis; nel 2012 disputa due incontri, uno al primo turno e uno nei quarti, a risultato acquisito; nel 2013 partecipa ai match del primo turno (sconfitta in singolare con Wawrinka e vittoria in doppio), quarti (vincendo due singolari) e semifinali. In entrambe le edizioni la Repubblica Ceca conquisterà poi il trofeo.
Nel 2013 vince il suo primo torneo ATP in carriera a Bucarest battendo top 20 come Andreas Seppi e Gilles Simon, raggiungendo il trentacinquesimo posto in classifica.

## Statistiche

### Singolare

#### Vittorie (2)
| Legenda                   |
| Grande Slam (0)           |
| ATP World Tour Finals (0) |
| ATP Masters 1000 (0)      |
| ATP World Tour 500 (0)    |
| ATP World Tour 250 (2)    |

| Numero | Data           | Torneo                              | Superficie  | Avversario in finale   | Punteggio        |
| 1.     | 28 aprile 2013 | BRD Năstase Țiriac Trophy, Bucarest | Terra rossa | Guillermo García López | 6-3, 6-2         |
| 2.     | 23 agosto 2014 | Winston-Salem Open, Winston-Salem   | Cemento     | Jerzy Janowicz         | 3–6, 7–6(3), 7–5 |

#### Finali perse (2)
| Legenda                   |
| Grande Slam (0)           |
| ATP World Tour Finals (0) |
| ATP Masters 1000 (0)      |
| ATP World Tour 500 (0)    |
| ATP World Tour 250 (2)    |

| Numero | Data           | Torneo                              | Superficie  | Avversario in finale  | Punteggio     |
| 1.     | 27 aprile 2014 | BRD Năstase Țiriac Trophy, Bucarest | Terra rossa | Grigor Dimitrov       | 6(2)-7, 1-6   |
| 2.     | 13 luglio 2014 | Mercedes Cup, Stoccarda             | Terra rossa | Roberto Bautista Agut | 3-6, 6-4, 2-6 |

### Doppio

#### Vittorie (3)
| Legenda                   |
| Grande Slam (0)           |
| ATP World Tour Finals (0) |
| ATP Masters 1000 (0)      |
| ATP World Tour 500 (0)    |
| ATP World Tour 250 (3)    |

| Numero | Data            | Torneo                   | Superficie  | Compagno         | Avversari in finale                   | Punteggio   |
| 1.     | 6 gennaio 2012  | Qatar Open ATP, Doha     | Cemento     | Filip Polášek    | Christopher Kas Philipp Kohlschreiber | 6–3, 6–4    |
| 2.     | 20 ottobre 2013 | Vienna Open, Vienna      | Cemento (i) | Florin Mergea    | Daniel Nestor Julian Knowle           | 7–5, 6–4    |
| 3.     | 27 luglio 2014  | Croatia Open Umag, Umago | Terra rossa | František Čermák | Dušan Lajović Franko Škugor           | 6–4, 7–6(5) |